# Uniforme de marin

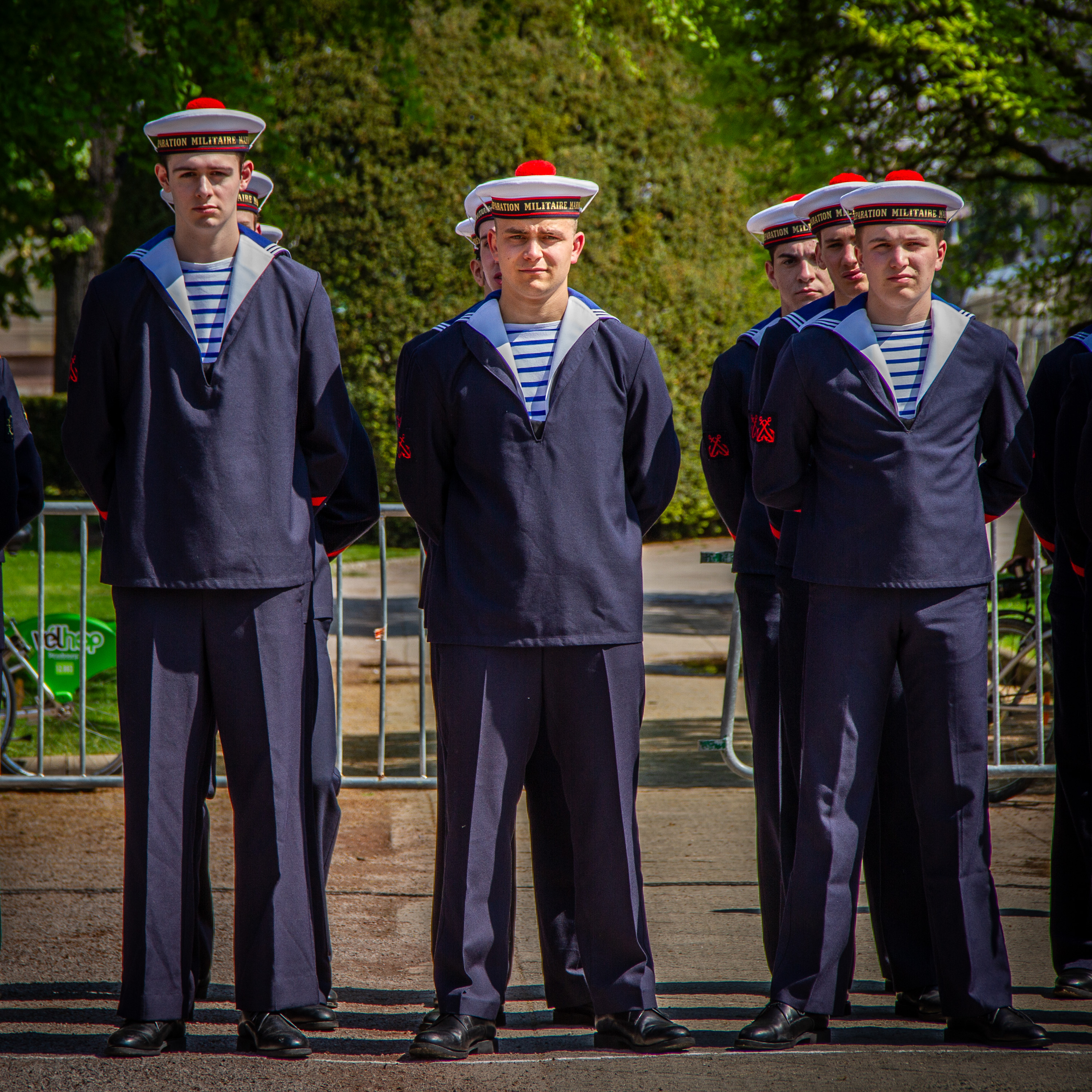
Stagiaires d'une Préparation militaire marine portant la tenue 22 bis composée d’un pantalon à pont, d’une vareuse, d’un col marin, d’une marinière et d’un bachi. Photo 2013.

En France, l’uniforme désigne en terminologie militaire, l'habit militaire en général. 
Un uniforme est un ensemble d'effets réglementaires réservé à une catégorie de personnel, confectionné suivant certains spécifications (tissus, couleur, coupe) et dont le caractère militaire et national est affirmé par des attributs ou insignes nettement définis.
La tenue est un ensemble de pièces d'uniforme dont la composition est fonction des circonstances. Un même uniforme comporte plusieurs tenues.
Aux États-Unis, le premier uniforme standard est commercialisé en 1817.
Cet uniforme est plus tard adapté aux enfants, une mode qui sera largement suivie.
L'uniforme de marin caractérise aussi certains personnages de fiction, tels que Popeye, Donald Duck, ou les héroïnes de Sailor Moon.
Un costume inspiré par l'uniforme de marin, et appelé sailor fuku, est porté par les écolières au Japon où, dans les médias, il est fortement associé aux jeunes adolescentes.

## Histoire
S'il est assez reconnaissable quel que soit le pays, l'uniforme de marin a varié selon les époques et les États, mais il est, comme tout uniforme militaire, soumis a des codes stricts.Il est en général bleu marine 

### En France
Lorsque la Marine du Roi levait des hommes, les matelots et quartiers-maîtres, embarquaient avec leurs propres vêtements. C'est Napoléon Ier qui créé les uniformes pour la marine. Ils ne ressemblaient pas à ceux d'aujourd'hui, pour les fusilier marin et autre unité habilité à se battre sur terre l'uniforme était proche de la Grande Armée. Un Shako en feutre noir et l'ensemble de l'uniforme type. Mais c'est par décret en date du 27 mars 1858 que l'uniforme des matelots est réglementé pour prendre petit à petit la silhouette actuelle. Le tricot rayé était déjà blanc à rayures bleues indigo composé de 20 rayures sur le torse et dans le dos avec une largeur de 1 cm comme aujourd'hui.
Au XVIIIe siècle les tenues des matelots étaient teintées avec du bleu indigo, qui faisait tirer la couleur de l'uniforme sur le noir en raison d'un dosage difficile. Ce colorant qui avait l'avantage de résister à l'eau de mer et au soleil permettait d'éloigner la vermine. Les tenues des officiers étaient couleur bleu roi.
Selon la légende, le pompon rouge est né parce qu'un matelot se serait cogné la tête en voulant saluer, trop rapidement, l'impératrice Eugénie. Le mouchoir, blanc, de l'impératrice serait arrivé sur le bachi du marin qui l'aurait taché de sang. Toutefois ce pompon est une houppette de bonnet qui servait à cacher le fil nouant les laines, bleues et rouges, pour devenir rouge. La réglementation précise que le diamètre de la houppette est de 8 cm, qu'il mesure 2,5 cm de haut et pèse 14,1 grammes.
Ce sont les marins de la Belle Poule, qui ramenèrent les cendres de Napoléon, qui furent autorisés à personnaliser leur bonnet, en y inscrivant le nom de leur unité sur ce qui deviendra le "ruban légendé".

Les marins de la Marine nationale, tout comme les chasseurs alpins, utilisent le mot tenue et non uniforme.

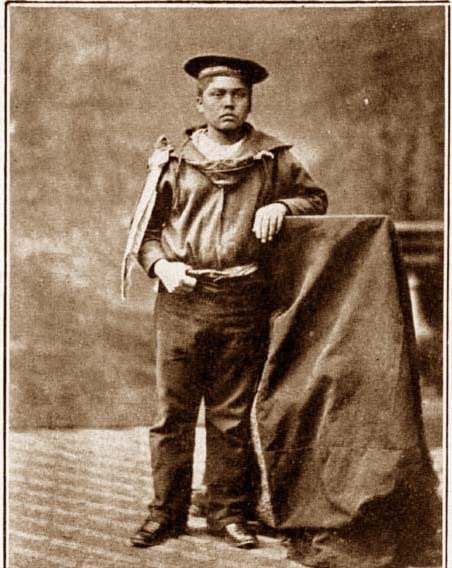
XIXe siècle, Chili.
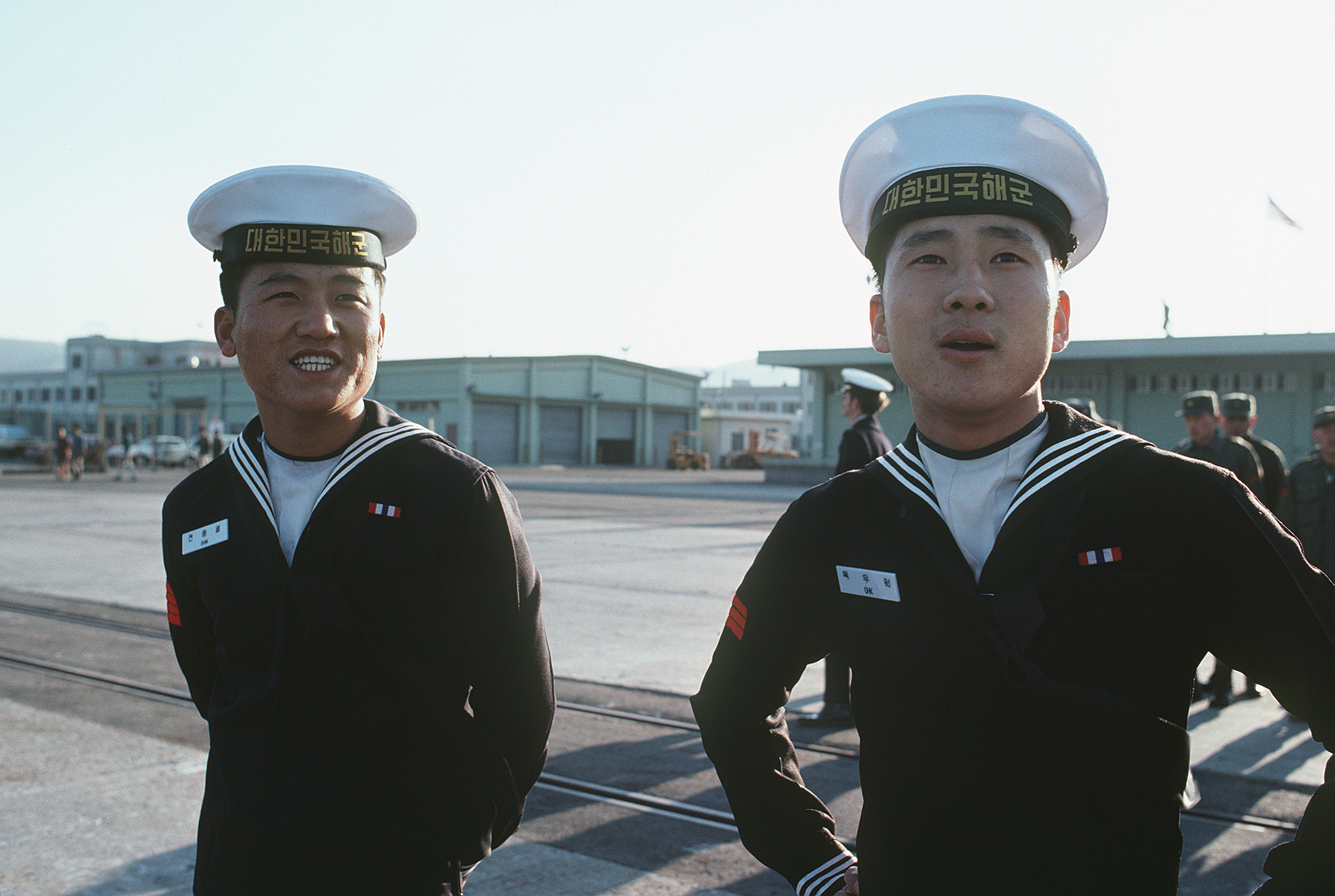
XXe siècle, Corée du Sud. Photo novembre 1981.
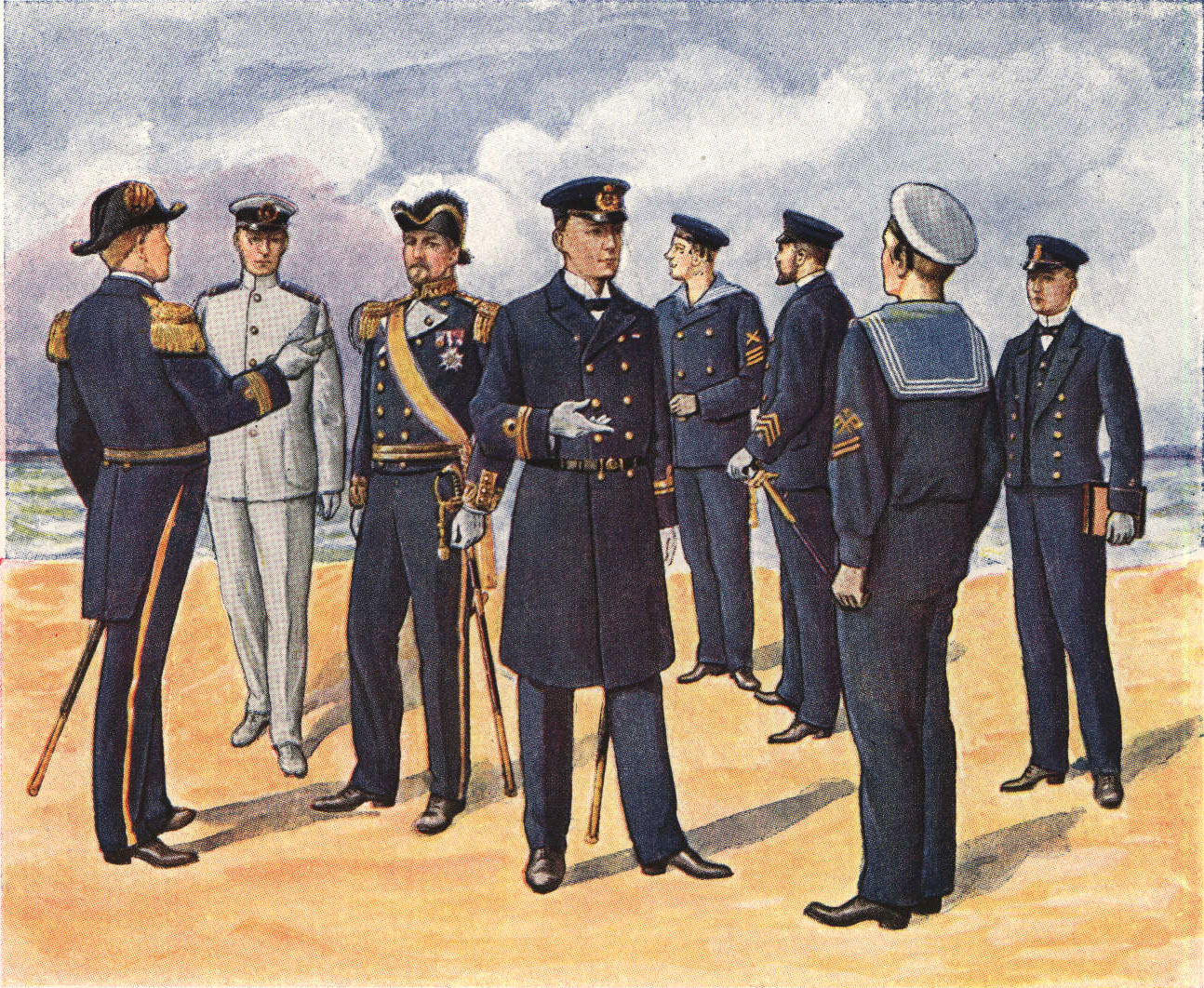
XXe siècle, Suède. Uniformes de la marine suédoise. 1920.
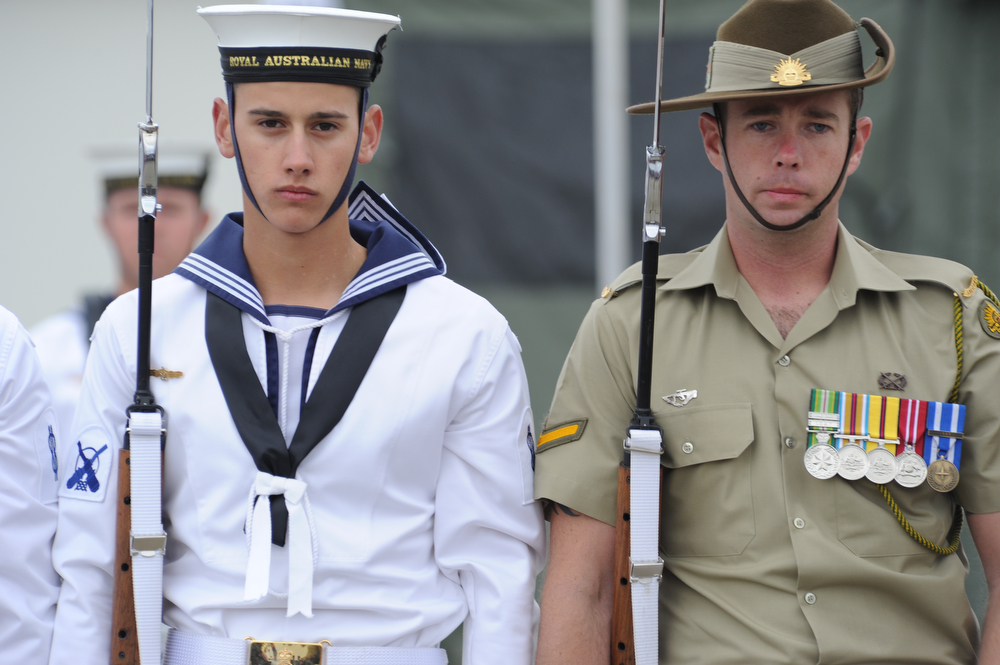
XXIe siècle, Australie. Marin de la Royal Australian Navy (à gauche). Photo mars 2011.
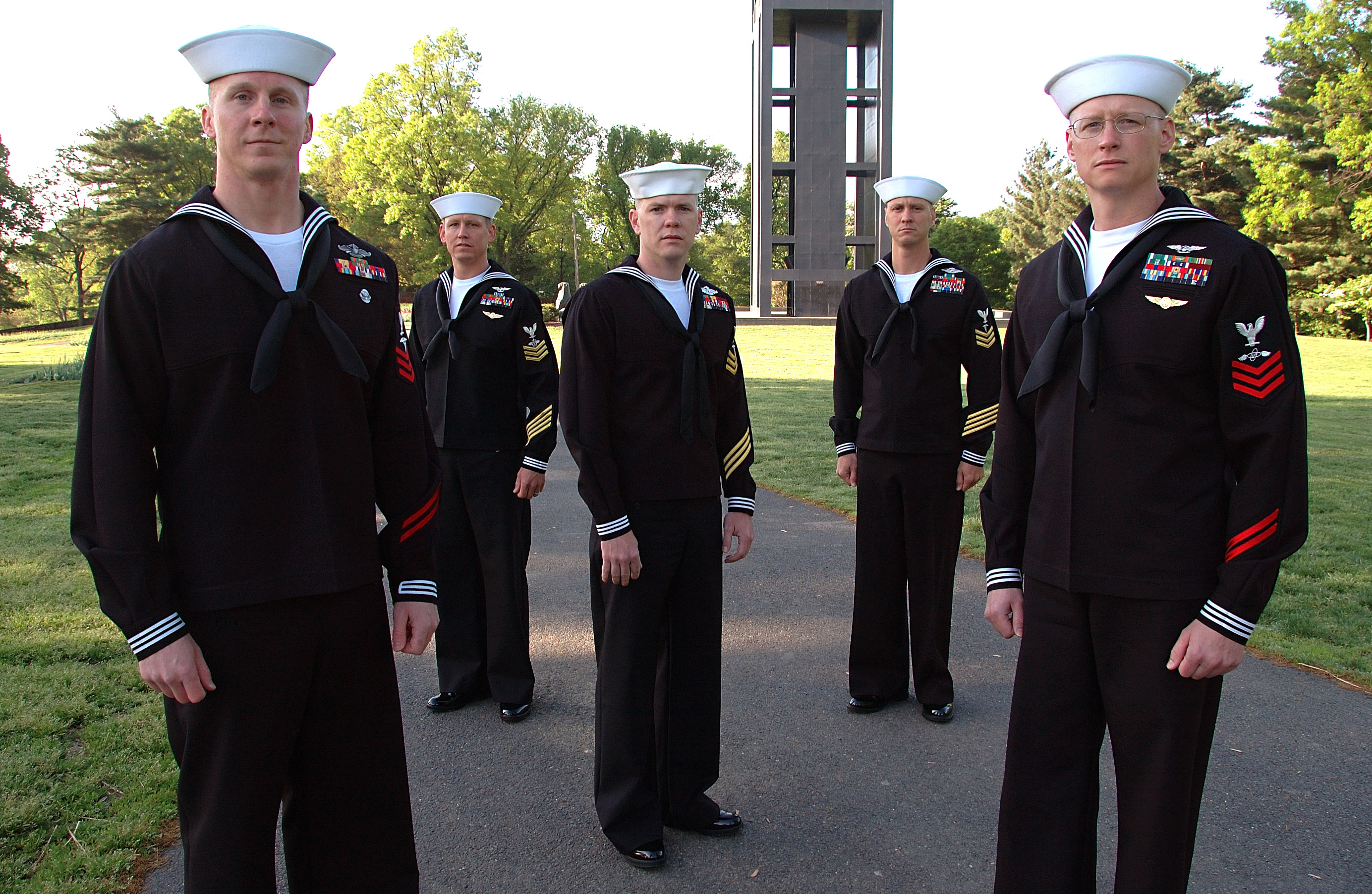
XXIe siècle, États-Unis. Marins de l'US Navy. Photo avril 2006.
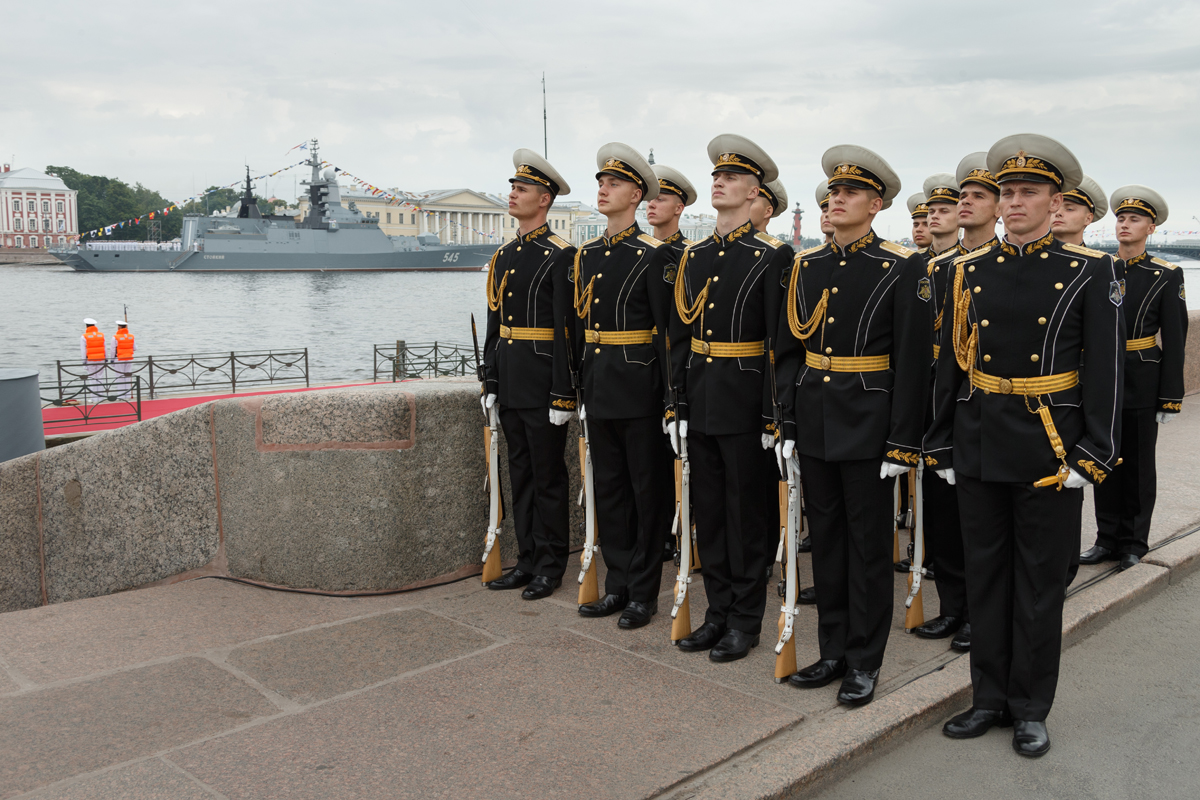
XXIe siècle, Russie. Gardes d'honneurs de la Flotte maritime militaire de Russie. Photo juillet 2017.

## Éléments habituels de l'uniforme

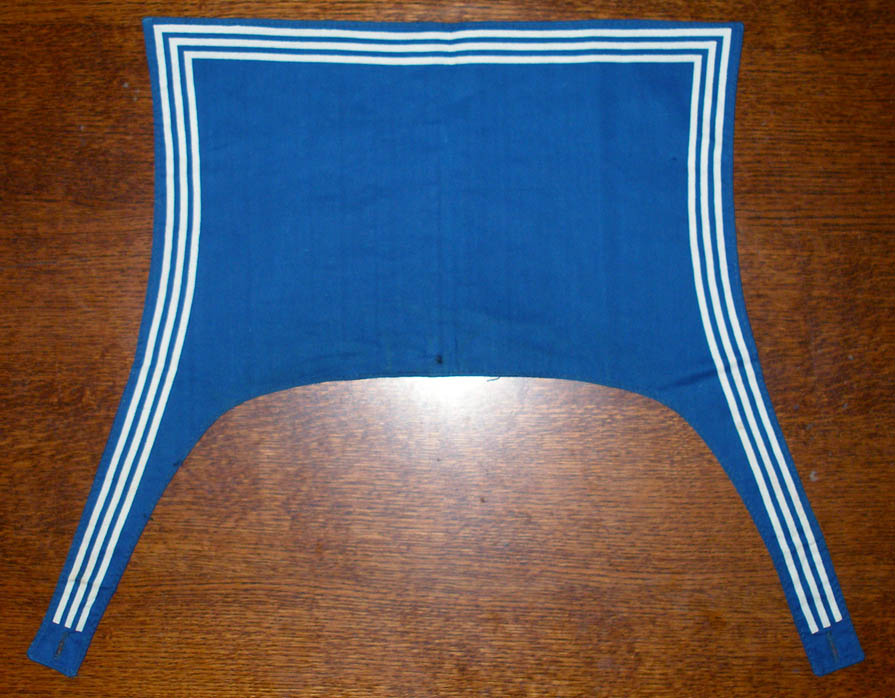
Col marin d'un uniforme de la flotte russe (2007).

- La casquette, ou le bonnet (ou bachi). Le couvre-chef peut porter une inscription, renseignant le plus souvent de quelle marine nationale le matelot fait partie, ou bien le nom de l'unité sur laquelle il est embarqué.
- Le col marin
- Le tricot rayé
- La vareuse
- Le caban
- Le pantalon à pont

## Adaptation à la mode enfantine

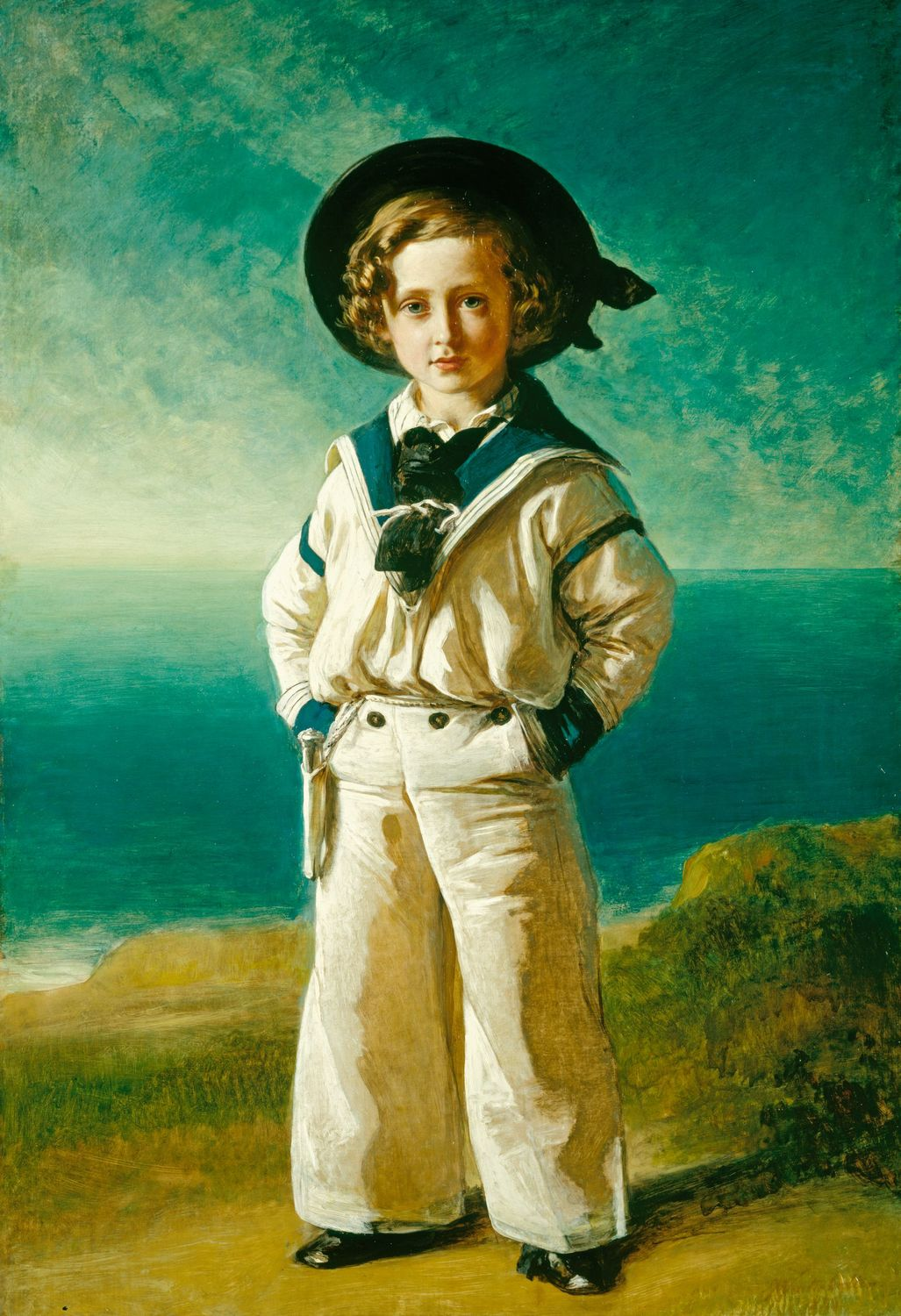
Le futur Édouard VII, dans un uniforme de marin, par Winterhalter, 1846.

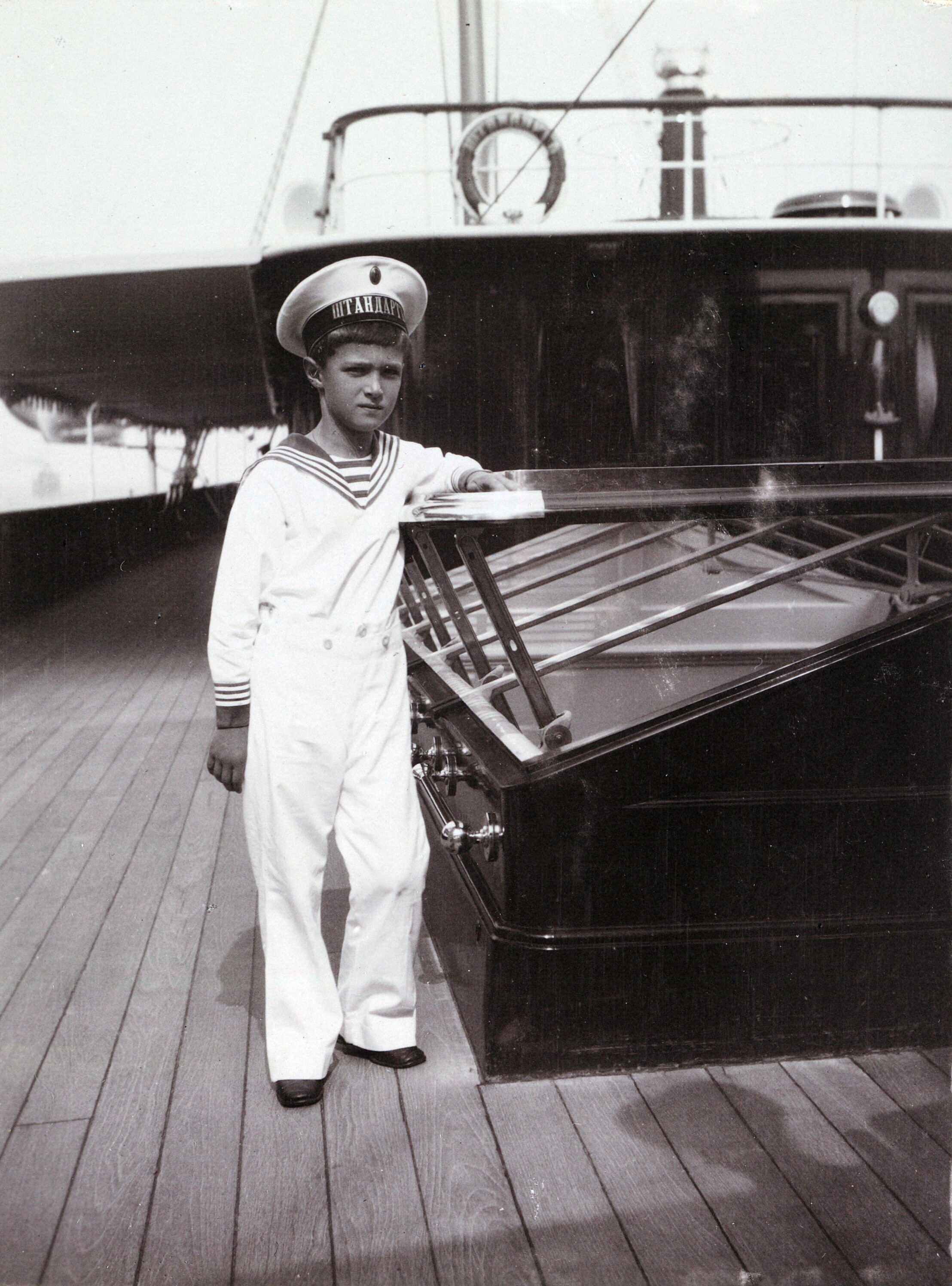
Le tsarévitch, et futur saint de l'Église orthodoxe, Alexis, à bord du « Chtandart' » (Штандартъ), vers 1911. Nombre de photographies le montrent vêtu d'un uniforme de marin.

En 1846, le Prince de Galles Albert Édouard, futur Édouard VII, alors âgé de quatre ans, apparaît vêtu d'une version miniature de l'uniforme porté par les matelots du yacht royal. C'est au cours d'une croisière effectuée en septembre au large des Îles Anglo-Normandes, qu'il porte cet uniforme de marin miniature, pour le plus grand plaisir non seulement de sa mère, mais également de l'assistance.
Des gravures populaires, basées notamment sur le célèbre portrait réalisé par Franz Xaver Winterhalter, diffuseront l'idée et, dès les années 1870, l'uniforme de marin était devenu une façon assez répandue, du moins dans les milieux aisés, d'habiller les enfants, garçons ou filles, partout dans le monde.

### Au Japon
Au Japon, une version du costume, appelée sailor fuku, a été adoptée comme uniforme scolaire dans les collèges et lycées pour filles. Son image a évolué au fil du temps pour finir par être fortement associé, dans la culture populaire nipponne, à celle de la jeune adolescente.
Le sailor fuku apparaît ainsi fréquemment dans des fictions – films, mangas ou animes (comme Sailor Moon) – ou des vidéoclips et des concerts de groupes (comme, par exemple, Hello! Project, AKB48, Nogizaka46 et Onyanko Club, …) s'adressant à un public d'adolescent(e)s.

#### Sur l'uniforme
- Décret du 29 janvier 1853 déterminant l'uniforme des différents corps de la Marine, Paris, Imprimerie impériale, 1853, 23 p., 21 pl. (A à U) + annexes. – En ligne sur Gallica.
- France. Ministère de la Marine et des Colonies, Description de l'uniforme des troupes d'infanterie de marine, Paris, Imprimerie nationale, 1873, 78 p. + annexes. – Id., Description de l'uniforme du corps de l'artillerie de la marine et des colonies, Paris, Imprimerie nationale, 1873, 103 p. – En ligne sur Gallica.
- France. Ministère de la Marine, Décret relatif à l'uniforme des officiers et fonctionnaires des différents corps de la marine, corps de troupe exceptés : 3 juin 1891. Suivi d'un Arrêté ministériel : 6 juin 1891, Paris, L. Baudoin, 1891, 72 p., 66 pl. – En ligne sur Gallica.
- France. Ministère de la Marine, Renseignements généraux sur l'uniforme des marins des équipages de la flotte et sur les infractions à la tenue dont ils se rendent le plus fréquemment coupables, Paris, Imprimerie nationale, 1938, 12 p. – En ligne sur Gallica.
- (de) Robert Kuhn et Bernd Kreutz, Der Matrosenanzug. Kulturgeschichte eines Kleidungsstückes, Dortmund, Harenberg, 1989.

#### Sur le vêtement pour enfants
- (de) Walter Hävernick , « Kinderkleidung und Gruppengeistigkeit in volkskundlicher Sicht, I : Der Matrosenanzug der Hamburger Jungen 1900-1920 », dans Beiträge zur deutschen Volks- und Altertumskunde, 4, Hambourg, Museum für hamburgische Geschichte, 1959, p. 37-61.
- (de) Dora Lühr, « Matrosenanzug und Matrosenkleid. Entwicklungsgeschichte einer Kindermode von 1770 bis 1920 », dans Beiträge zur deutschen Volks- und Altertumskunde, 5, Hambourg, Museum für hamburgische Geschichte, 1960/61, p. 19-42.